# Apulco (Jalisco)
Apulco es una localidad del Municipio de Tuxcacuesco en el estado de Jalisco, México.

## Datos geográficos
La latitud (decimal) de Apulco es 19.736944 y la longitud en el sistema decimal es -103.900278. En el sistema DMS la latitud es 194413 y la longitud es -1035401. Está a 917 metros de altitud.

## Demografía
En la localidad hay 15 hombres y 15 mujeres. El ratio mujeres/hombres es de 0,987, y el índice de fecundidad es de 3,57 hijos por mujer. Del total de la población, el 7,05% proviene de fuera del Estado de Jalisco. El 4,81% de la población es analfabeta (el 7,01% de los hombres y el 2,58% de las mujeres). El grado de escolaridad es del 6.88 (6.68 en hombres y 7.08 en mujeres).
El 0,00% de la población es indígena, y el 0,00% de los habitantes habla una lengua indígena. El 0,00% de la población habla una lengua indígena y no habla español.
El 43,27% de la población mayor de 12 años está ocupada laboralmente (el 57,96% de los hombres y el 28,39% de las mujeres).
En Apulco hay 121 viviendas. De ellas, el 100,00% cuentan con electricidad, el 100,00% tienen agua entubada, el 97,87% tiene excusado o sanitario, el 80,85% radio, el 94,68% televisión, el 95,74% refrigerador, el 78,72% lavadora, el 45,74% automóvil, el 9,57% una computadora personal, el 35,11% teléfono fijo, el 34,04% teléfono celular, y el 0,00% Internet.

## Etimología
La palabra Apulco quiere decir, lugar ‘donde se ocultan las aguas’; aunque otros aseguran que quiere decir ‘agua revolcada o agua mala’ y ‘lugar entre roca y agua’.

## Clima
Su clima es templado a caluroso con un temperatura media anual de 20.7 °C. Los meses más calurosos son mayo y junio con temperaturas extremas de 32.4 °C. Entre los meses más fríos se encuentra diciembre es templado a caluroso con un temperatura media anual de 20. y enero con temperaturas mínimas de 5 °C.
La dirección de los vientos en general es de sur-este a norte-este, con una velocidad de 10 a 12 km/h. El régimen de lluvias es en los meses de junio a septiembre.
Vegetación

## Flora y fauna
La vegetación se encuentra conformada por: mezquites, guamúchiles, amoles, pochotes, huizaches, órganos, nopal, tunas, timuchil, guajes, primaveras, sauces en la rivera del río.
La fauna se encuentra conformada por: ardillas, tesmos, mapaches, armadillos, tlacuaches, tejones, ratas y conejos de campo, coyote, gato montés, venado, jabalí, zorra, tilcuate, alicante, cascabel, iguana, lagartijas, arañas, escorpiones, entre otros.

## Hidrología
La principal afluente es el río Jiquilpan y el arroyo de San Antonio.

## Historia
Apulco es un poblado de fundación precortesiana que dependía del cacique indígena de Tuxcacuesco. Se cree que los primeros habitantes que poblaron esta zona fueron parecidos a los toltecas. Esta tribu a su paso venía dejando familias para que fundaran pueblos, congregaciones, cacicazgos o reinos. 
Apulco estaba asentado en la playa del río 500 m corriente arriba de su ubicación actual. Cerca de ahí se han encontrado entierros indígenas con restos humanos, figuras y vasijas. Un poco más lejos se encuentra una cueva denominada por los pobladores “Cueva de los Indios” la cual parece haber sido habitada por indígenas de la región.